# Dobrée-Bon Port
Dobrée-Bon Port est un micro-quartier de la ville de Nantes, en France, compris dans le quartier Centre-ville.

## Généralités
À des fins statistiques, l'INSEE subdivise les communes de plus de 10 000 habitants en IRIS, constituant des « micro quartiers », composés d'un ensemble d'îlots contigus et homogènes, regroupant 2 000 habitants ou plus. Dans le cas de Nantes, les 11 quartiers sont ainsi subdivisés en 97 micro-quartiers,. Dobrée-Bon Port est l'un de ces micro-quartiers ; il fait partie du quartier Centre-ville.
Le quartier Dobrée-Bon Port est limitrophe des micro-quartiers Guist'hau au nord, Graslin-Commerce et Gloriette-Feydeau à l'est, République-Les Ponts et Sainte-Anne-Zone portuaire au sud, et Bouhier et Canclaux à l'ouest. Au nord, il est délimité par rue de Gigant ; à l'est, par les rues Racine, de la Galissonnière, Kléber, Athénas, Voltaire, des Cadeniers, de l'Héronnière et d'Ancin ; au sud, par la Loire, qui le sépare de l'île de Nantes ; à l'ouest, par la rue Lamoricière.
Il porte le nom de deux de ses principaux monuments : le musée Dobrée et l'église Notre-Dame-de-Bon-Port.

## Historique
Le quartier fait partie des faubourgs de Nantes. En 1569, le conseil de la ville décide d'utiliser une propriété hors-les-murs pour en faire un lazaret et limiter ainsi les épidémies. Cette propriété, située près de l'embouchure de la Chézine, s'étend en 1612 et devient le Sanitat, un hôpital. Les coteaux de la Loire sont alors principalement occupés par des domaines religieux.
Au XVIIIe siècle, le port de Nantes se décale vers l'aval. Le quai de la Fosse est aménagé à cette époque. Dans le même temps, la ville de Nantes s'étend progressivement vers l'ouest, hors des remparts. La colline dominant le port, à l'ouest du nouveau quartier Graslin, est lotie au cours du XIXe siècle.
Le Sanitat est détruit dans les années 1830. L'église Notre-Dame-de-Bon-Port, qui donne son nom au quartier, est construite en 1891. Entre 1862 et 1895, l'armateur et collectionneur Thomas Dobrée construit un vaste édifice néo-médiéval pour abriter ses collections. À sa mort en 1895, il lègue le bâtiment au département, qui devient par la suite le musée départemental Thomas-Dobrée.

## Points d'intérêts
Parmi les points d'intérêts du quartier :
- l'église Notre-Dame-de-Bon-Port ;
- le musée départemental Thomas-Dobrée